# Thagria kammi
Thagria kammi är en insektsart som beskrevs av Nielson 1977. Thagria kammi ingår i släktet Thagria och familjen dvärgstritar. Inga underarter finns listade i Catalogue of Life.